# Josef Klucky
Josef Klucky (* 10. September 1806 in Mährisch-Weißkirchen; † 12. Februar 1878 in Wien) war ein österreichischer Arzt und Gemeinderat in Wien.
Klucky begann seine medizinischen Studien in Pavia und wurde am 6. August 1829 an der Medizinischen Fakultät der Universität Wien zum Dr. med. promoviert. Er arbeitete als Assistent Jacquins an der Botanischen Lehrkanzel in Wien.
Im Zuge der Wiener 1848er Revolution wurde Klucky im Juli 1848 zum Präsidenten des Verwaltungsrates der Nationalgarde gewählt und machte sich in der Revolutionszeit um die Stadt Wien verdient. Der Mediziner arbeitete im Redaktionskomitee der „Zeitung für die Wiener Nationalgarde“, die bis in den Oktober 1848 erschien.
Klucky wurde von der konservativen Partei in den Gemeinderat entsandt, dem er von 1848 bis 1878 angehörte.
In Wien ist seit 1885 die Kluckygasse nach ihm benannt. Außerdem ist er Ehrenbürger von Wien.